# Scarlet Lady
El Scarlet Lady es un crucero propiedad de Virgin Voyages y operado por ella. Es el barco inaugural de la línea de cruceros y fue entregado el 14 de febrero de 2020 por el constructor naval italiano Fincantieri. Inicialmente, el buque de 110.000 GT debía comenzar a operar el 1 de abril de 2020, pero la pandemia de COVID-19 pospuso su debut oficial hasta el 6 de octubre de 2021, tras lo cual realizó su viaje inaugural a las Bahamas desde su puerto base de Miami. De acuerdo con el modelo de negocio de Virgin Voyages, Scarlet Lady opera exclusivamente como un barco "solo para adultos" para huéspedes mayores de 18 años.

## Planificación y construcción

### Planificación
El 4 de diciembre de 2014, el fundador de Virgin Group, Richard Branson, anunció que Virgin Group formaría una nueva línea de cruceros con el respaldo de Bain Capital llamada Virgin Cruises y reveló planes iniciales para comenzar con dos nuevos cruceros.
El 23 de junio de 2015, Virgin Cruises anunció que había firmado una carta de intención con el constructor naval italiano Fincantieri para tres cruceros que podrían acomodar cada uno aproximadamente 2.800 huéspedes y 1.150 tripulantes para viajes de siete días por el Caribe. Según se informa, el pedido de tres barcos costó 2.550 millones de dólares, y está previsto que el primer barco comience a operar en 2020. El contrato del pedido se firmó formalmente el 18 de octubre de 2016, el mismo día en que Virgin Cruises pasó a llamarse Virgin Voyages en un intento por distinguirse dentro de la industria.
El 20 de julio de 2018, Virgin Voyages reveló el nombre del primer barco como Scarlet Lady, en honor al segundo avión de la marca hermana Virgin Atlantic.

### Construcción y entrega
Temporalmente catalogado como Virgin I y conocido en el astillero como "número de casco 6287", el primer barco de Virgin tuvo su ceremonia de corte de acero en el astillero de Fincantieri en Sestri Ponente el 22 de marzo de 2017.  El 31 de octubre de 2017 se inició formalmente la construcción con la colocación de la quilla del barco.  Nueve meses después, el 20 de julio de 2018, el muelle se inundó por primera vez para permitir la conexión de dos secciones del casco.  En total, el barco se montó a partir de 399 secciones. El 8 de febrero de 2019, Scarlet Lady salió flotando del astillero, tras lo cual comenzaron los trabajos de equipamiento interior. En noviembre de 2019, Scarlet Lady realizó sus dos rondas de pruebas en el mar.  Partió de Génova a Marsella entre el 15 y el 18 de noviembre y navegó en dirección opuesta para su segunda vuelta entre el 27 y el 30 de noviembre.
Scarlet Lady fue completada y presentada por Fincantieri el 13 de febrero de 2020 y entregada formalmente el 14 de febrero de 2020 en Sestri Ponente. Branson bautizó el barco en Dover el 21 de febrero de 2020 durante una visita a la industria del barco, pero se programaron festividades formales de nombramiento para el 19 de marzo de 2020 en su puerto base de Miami, que luego se redujeron debido a la pandemia de COVID-19. En marzo de 2022, Virgin anunció que la cantante estadounidense Jennifer López se convertiría en inversora y en la "directora de entretenimiento y estilo de vida" de la marca, convirtiéndola así en la madrina informal de Scarlet Lady y sus compañeros de flota.

### Debut
En medio de la pandemia y la pausa más amplia de la industria de los cruceros, el calendario de debut del barco y las festividades inaugurales se vieron significativamente afectados. Después de su parto, Scarlet Lady comenzó recibiendo a representantes de los medios y de la industria de viajes en escalas en Dover y Liverpool antes de continuar su viaje de reposicionamiento a los Estados Unidos. Virgin había preparado eventos previos en la Ciudad de Nueva York, pero se vio obligada a cancelarlos debido a la pandemia, por lo que el barco navegó directamente a Miami. A su llegada a Miami, Scarlet Lady tenía programado realizar dos viajes preinauguales a fines de marzo de 2020. El primero estaba programado del 26 al 29 de marzo y el segundo del 29 de marzo al 1 de abril.  Ambos viajes de tres noches se embarcarían desde Miami y visitarían el nuevo complejo isleño privado de Virgin, The Beach Club at Bimini, ubicado en las islas Bimini en las Bahamas.
El 12 de marzo de 2020, Virgin anunció un aplazamiento inicial de la temporada inaugural del barco, y los viajes previos a la inauguración estaban programados para comenzar el 15 de julio de 2020, pero se cancelaron en mayo de 2020. También estaba programado que realizara su viaje inaugural el 1 de abril de 2020, visitando Key West y Bimini, pero esto luego se pospondría hasta el 7 de agosto de 2020. Siguieron numerosos ajustes en el cronograma de debut de Scarlet Lady antes de que Virgin decidiera enviar el barco a Portsmouth, Inglaterra, para realizar una temporada limitada de verano de 2021 en el Reino Unido diseñada como una "vista previa"; Desde el 6 de agosto de 2021, realizó seis viajes cortos que variaron entre dos y cuatro noches de duración y había aplicado restricciones de capacidad para los huéspedes británicos completamente vacunados.
En septiembre de 2021, Scarlet Lady zarpó a Nueva York para los eventos previos de la industria de viajes del barco que inicialmente se redujeron en 2020 y el 6 de octubre de 2021, 18 meses después de lo planeado, Scarlet Lady zarpó en su viaje inaugural desde Miami para Nasáu y Bimini.

## Diseño y concepto

### Sólo para adultos
El 31 de octubre de 2017, Branson y el presidente y director ejecutivo de Virgin Voyages, Tom McAlpin, revelaron que el primer barco de la compañía sería exclusivo para adultos y requeriría que todos los huéspedes tuvieran 18 años o más.  McAlpin explicó que esta medida se hizo para atraer en gran medida a los profesionales de viajes dentro del mercado más premium que buscan una experiencia "elevada". El director comercial de Virgin Voyages, Nirmal Saverimuttu, también atribuyó la decisión al objetivo de la compañía de dirigirse a "personas que normalmente no considerarían unas vacaciones en un crucero" y que podrían estar interesadas en un entorno "más fresco" e "íntimo".

### Ofrendas
En Scarlet Lady, Virgin Voyages agrupa las tarifas de todos los pasajeros en un solo precio por cabina, en lugar de fijar el precio de cada viaje por huésped. En consecuencia, los precios parecen más altos que los de los competidores de Virgin. Virgin explicó que todas las tarifas cubrirían los gastos de comidas, clases de gimnasia, acceso a Internet y propinas, entre otras ofertas, pero los gastos incurridos por bebidas alcohólicas, ventas minoristas y excursiones en tierra se cobrarían por separado.
El barco no incluye ningún buffet ni comedor y, en cambio, alberga aproximadamente 20 establecimientos diferentes de comida y bebida.  Otros lugares incluyen un teatro multifunción y un salón de tatuajes y perforaciones corporales a bordo.

### Tecnología y especificaciones

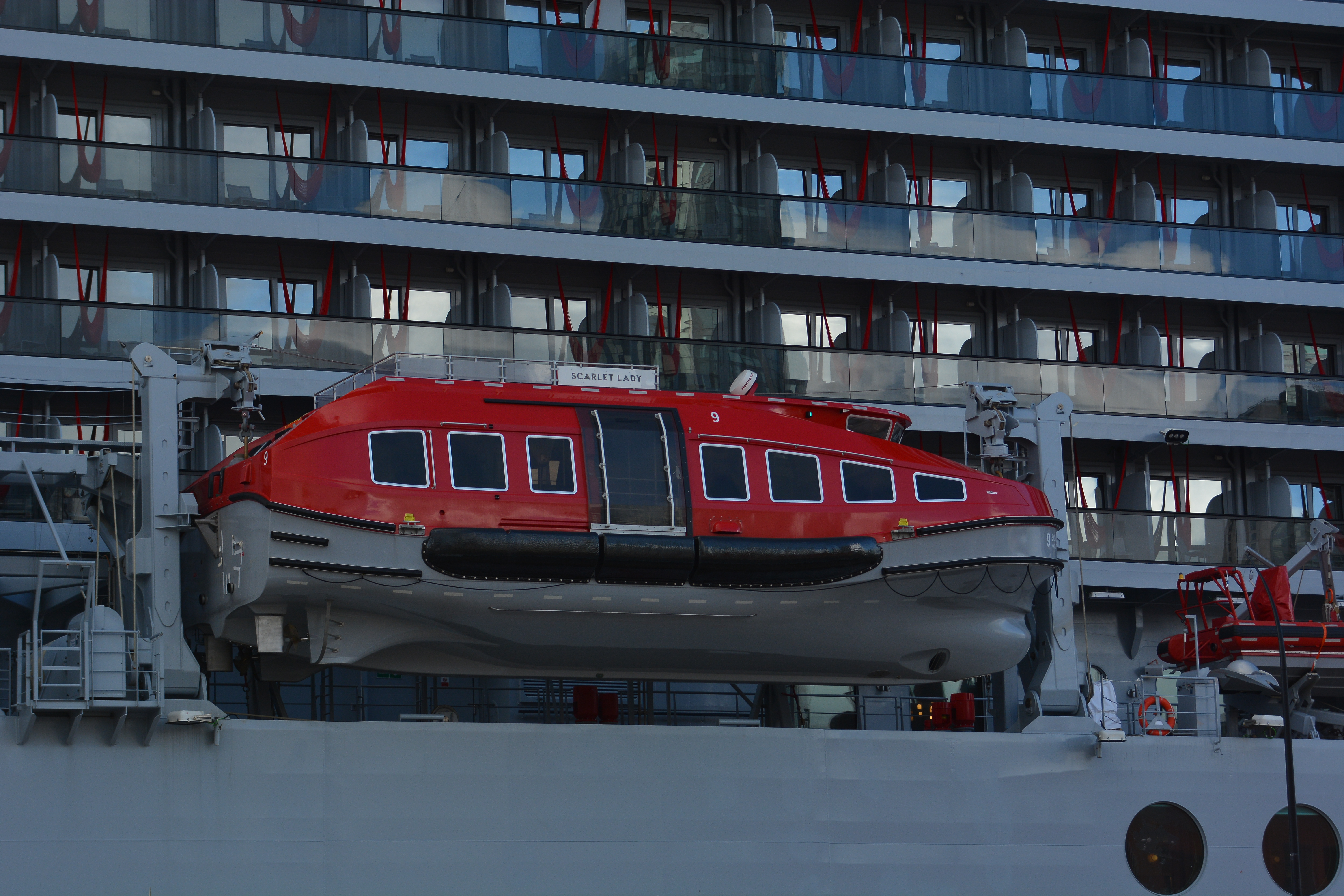
Un bote salvavidas del Scarlet Lady.

Scarlet Lady tiene un total de 1.408 cabinas de pasajeros y 813 cabinas de tripulación para una capacidad máxima de 4.400 pasajeros y tripulación, que puede acomodar a más de 2.770 pasajeros y 1.160 tripulantes. De las 1.408 cabinas de pasajeros, hay 78 suites, 1.030 con balcón. camarotes, 95 camarotes con ventanas y 105 camarotes interiores. Está equipado con balcones en el 86% de sus camarotes, y el 93% de los camarotes tienen vista al exterior.  , embudo rojo y ventanas polarizadas, y también incluye la figura de la "guía sirena" de Virgin que aparece en las marcas hermanas, Virgin Atlantic y Virgin America.

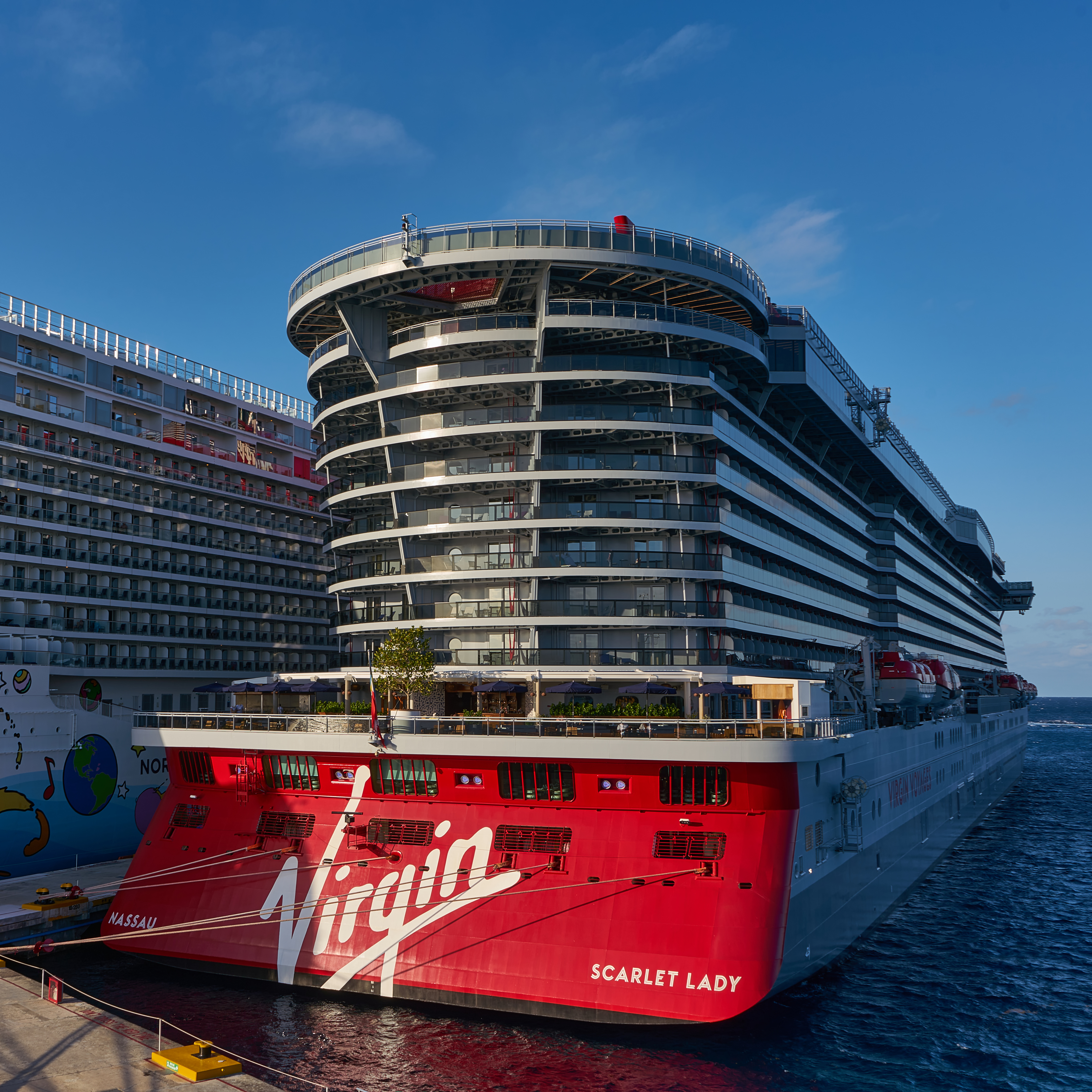
Popa de Scarlet Lady.

Scarlet Lady tiene 17 cubiertas, una eslora de 277,2 metros (909 pies), un calado de 8,05 metros (26,4 pies) y una manga de 41 metros (135 pies).  Está propulsada por un sistema de grupo electrógeno diésel-eléctrico, con cuatro motores Wärtsilä, que producen 48 megavatios (64.000 CV).  La propulsión principal se realiza a través de dos unidades ABB Azipod XO, con una potencia combinada de 32 MW (43 000 hp). El sistema le da al buque una velocidad de servicio de 20 nudos (37 km/h; 23 mph) y una velocidad máxima de 22 nudos (41 km/h; 25 mph). Wärtsilä también proporcionó los sistemas de navegación del barco, un sistema de depuración híbrido para eliminar el dióxido de azufre de los gases de escape y un sistema de reducción catalítica selectiva para reducir las emisiones de óxido de nitrógeno.  El barco produce parcialmente su propia energía a través de un sistema de producción de 1 megavatio (1300 hp) que utiliza el calor residual de sus motores diésel.
En febrero de 2021, se anunció que Scarlet Lady estaría equipada con conectividad a Internet satelital de SES utilizando los satélites de órbita terrestre media O3b para brindar a los pasajeros acceso gratuito a Internet Wi-Fi a bordo, ultrarrápido y de baja latencia.